# Jurema (Piauí)
Jurema is een gemeente in de Braziliaanse deelstaat Piauí. De gemeente telt 4.559 inwoners (schatting 2009).